# Indigofera rautanenii
Indigofera rautanenii är en ärtväxtart som beskrevs av Baker f. Indigofera rautanenii ingår i släktet indigosläktet, och familjen ärtväxter. Inga underarter finns listade i Catalogue of Life.